# Kpeve New Town

Kpeve New Town är en ort i sydöstra Ghana. Den är huvudort för distriktet South Dayi, och folkmängden uppgick till 2 796 invånare vid folkräkningen 2010. Kpeve New Town utgör den södra delen av samhället Kpeve, där Kpeve Old Town i norr tillhör distriktet Afadzato South.